# Alfred Wiesner

Logo dell'Algida

Alfred Wiesner (Zagabria, 25 dicembre 1908 – Roma, 1981) è stato un architetto, imprenditore e partigiano austriaco naturalizzato italiano, che inventò il sistema di produzione industriale del gelato Algida.

## Biografia
Di origine ebraica, nato nella Croazia ancora compresa nell'Impero austro-ungarico, Wiesner si rifugiò in Italia con la moglie Edith Artman, nel 1941, per sfuggire alle persecuzioni naziste. Dopo alcune peripezie, il 27 settembre 1941, Alfred venne rinchiuso nel campo di internamento di Ferramonti di Tarsia e la moglie al “Coroneo” di Trieste. Trasferito nel campo di Bagni di Lucca (aprile 1942), Wiesner si ricongiunse con la moglie dopo la caduta del fascismo e, nell'ottobre del 1943, i due coniugi si stabilirono ad Ancona. Arrestati di nuovo, dai nazisti, furono rinchiusi nel carcere di Fossombrone ma riuscirono ad evadere grazie all’aiuto da parte di Buonasera Grilli.
Con lo pseudonimo di Alfredo Vieni, Alfred Wiesner prese parte alla guerra partigiana, ricoprendo l'incarico di capo del servizio informazioni militari del Comando della Divisione Volontari della Libertà delle Marche. Per la sua attività nella Resistenza gli fu riconosciuto il "certificato al patriota", dal generale britannico Harold Alexander. Al termine della sua collaborazione, gli alleati gli regalarono due macchine per produrre gelati. 
Nel 1945, insieme ad Italo Barbiani, ex lavoratore della Gelateria Fassi, Wiesner decise di avviare una produzione di gelati alla quale dettero il nome di Algida. Il primo prodotto fu un gelato alla panna ricoperto di cacao magro sorretto da un bastoncino di legno: il "cremino". Il 14 settembre 1953 fu depositato, presso la camera di commercio di Roma, l'atto costitutivo dell'Algida S.p.a. con capitale sociale di 40 milioni di lire, sottoscritto da Alfred Wiesner, suo suocero Alija Artman, il socio Italo Barbiani e Giorgio Praeger . Grazie all'innovativo sistema di produzione industriale dei gelati introdotto da Wiesner, l'Algida divenne leader del settore in Italia. 
Successivamente, Wiesner fondò l’AIFEL-Apparecchiature Industriali Frigorifere e Lattiere, che produceva apparati speciali, impianti di condizionamento, contenitori per surgelati, vetrine e banchi. L'iniziativa, però, ebbe meno fortuna della precedente. Così lo ricorda l'ingegnere dell'AIFEL Paolo De Gaetano: «Wiesner aveva la buona abitudine di arrivare in azienda nel pomeriggio verso le cinque, talvolta verso le sei, rasato di fresco e riposato. Il suo whisky preferito ... era il Johnny Walker Red Label. Signorilmente, non negava a nessuno un panino e uno o più whisky durante le lunghe riunioni che seguivano. Wiesner aveva delle intuizioni particolari talvolta perfino geniali che spesso erano troppo avanzate per il mercato italiano, ... era troppo ottimista sulle capacità delle banche di finanziare le aziende che volevano investire».
Dopo l'esperienza dell'AISEL, Wiesner tentò di introdurre in Italia i primi forni a microonde, con l'utilizzo dei magnetron impiegati dagli statunitensi nei radar della seconda guerra mondiale e altri prodotti moderni ma, anche stavolta, troppo in anticipo sui tempi.